# Unione dei comuni della Val Merula e di Montarosio
L'Unione dei comuni della Val Merula e di Montarosio è stata un'unione di comuni della Liguria, nelle province di Savona e di Imperia, formata dai comuni di Andora, Chiusanico, Cesio, Stellanello e Testico.

## Storia
L'unione è nata con atto costitutivo del 20 dicembre 2014 firmato nel municipio di Andora dai rappresentanti locali dei territori comunali interessati.
L'ente locale aveva sede ad Andora, presso il palazzo Tagliaferro. Il primo presidente del Consiglio dell'Unione, designato il giorno della firma dell'atto costitutivo, è stato Mauro Demichelis (sindaco di Andora).
Nel marzo del 2019 il comune di Cervo, facente parte dell'Unione dei comuni del Golfodianese e i suoi Borghi, aveva mostrato l'interesse di entrare a far parte di questa Unione. Nel giugno dello stesso anno il comune di Chiusanico annunciò l'uscita ufficiale dall'unione, ente che nell'agosto 2019 avvierà le pratiche burocratiche per il dissolvimento definitivo dello stesso con la nomina del liquidatore (carica ricoperta dall'ex presidente dell'Unione, il sindaco di Andora Mauro Demichelis).

## Descrizione
L'unione dei comuni comprendeva, unico caso in Liguria, quella parte del territorio andorese attraversato dal torrente Merula (Andora, Stellanello e Testico) e, già in territorio provinciale imperiese, quello dominato dalla vetta del monte Montarosio (Cesio e Chiusanico) e la costa di Cervo.
Per statuto l'Unione si occupa di questi servizi:
- organizzazione generale dell'amministrazione, gestione finanziaria e contabile e controllo;
- organizzazione dei servizi pubblici di interesse generale di ambito comunale;
- catasto;
- la pianificazione urbanistica ed edilizia di ambito comunale nonché la partecipazione alla pianificazione territoriale di livello sovra comunale;
- attività, in ambito comunale, di pianificazione di protezione civile e di coordinamento dei primi soccorsi;
- organizzazione e gestione dei rifiuti e la riscossione dei relativi tributi;
- progettazione e gestione del sistema locale dei servizi sociali ed erogazione delle relative prestazioni ai cittadini;
- edilizia scolastica, organizzazione e gestione dei servizi scolastici;
- polizia municipale e polizia amministrativa locale;
- servizi in materia statistica.

## Amministrazione
| Periodo         | Periodo        | Primo cittadino  | Partito           | Carica                               | Note |
| --------------- | -------------- | ---------------- | ----------------- | ------------------------------------ | ---- |
| 5 dicembre 2014 | 12 agosto 2019 | Mauro Demichelis | sindaco di Andora | presidente del Consiglio dell'Unione |      |

## Galleria d'immagini

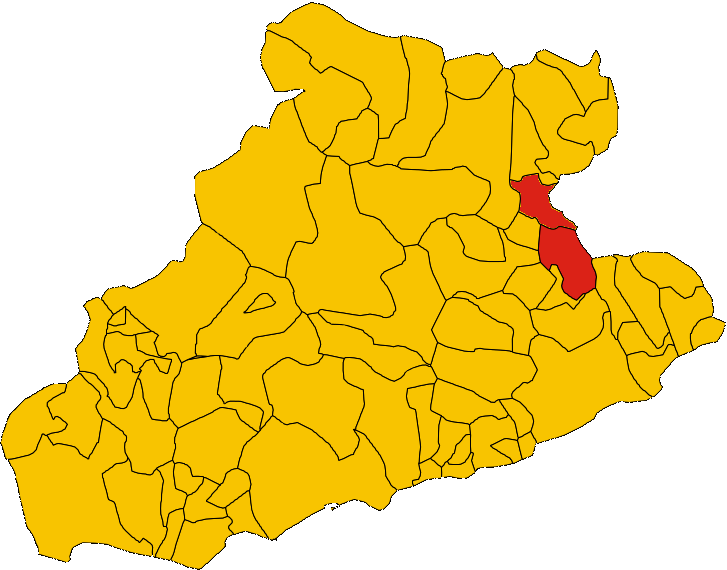
I comuni dell'Unione in territorio imperiese
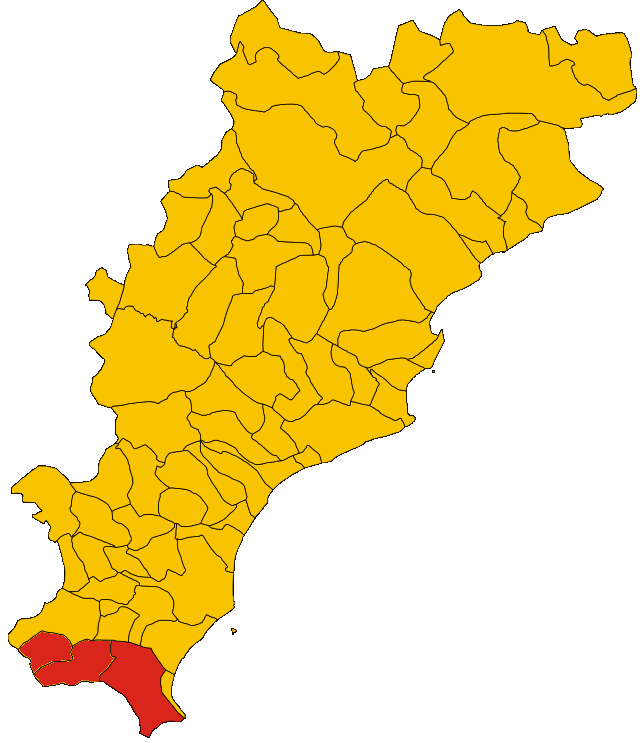
I comuni dell'Unione in territorio savonese